# 壹周·立波秀
《壹周·立波秀》是一档季播的脱口秀节目，由上海海派清口创始人周立波与其搭档周瑾（2011年及以前）、王吟（2012年）主持。该节目是以美国著名脱口秀节目《深夜秀》为蓝本制作，包括脱口秀表演及嘉宾现场访谈两部分。脱口秀部分，是以周立波特有的方式对重大新闻事件、新名词进行趣谈盘点，嘉宾现场访谈部分是通过与嘉宾的对话，笑侃各行业的众生。

## 历史
《壹周·立波秀》最早在东方卫视和凤凰卫视中文台播出（现已不在东方卫视播出），2010年2月20日开始在广东卫视播出，5月1日在广西卫视中午时间段播出。
2010年10月1日18:35，《壹周·立波秀》第三季开始在凤凰卫视首播，随后东方卫视每晚19:30也开始播出。2011年2月2日除夕夜，东方卫视晚间连播《壹周·立波秀》5小时。2012年，该节目播映权被浙江卫视和凤凰卫视购买。
2011年6月27日起，《壹周·立波秀》播出纪念中国共产党建党90周年特别节目。本季开始采用高清製作，在凤凰卫视中文台、广东卫视、东方卫视（后改为浙江卫视）、广西卫视以及部分地面频道播出。2011年10月推出新一季节目，播出频道相同。2013年，愛爾達電視購得臺灣播映權，在中華電信MOD愛爾達綜合台播出。现已彻底停播。